# Ghiacciaio Held
Il Ghiacciaio Held  (in lingua inglese: Held Glacier) è un ghiacciaio tributario antartico, che fluisce in direzione est dalle Anderson Heights per andare a confluire nel Ghiacciaio Shackleton, appena a sud dell'Epidote Peak, nei Monti della Regina Maud, in Antartide. 
La denominazione è stata assegnata dall'Advisory Committee on Antarctic Names (US-ACAN) in onore del luogotenente George B. Held, dei Civil Engineer Corps della U.S. Navy, responsabile dei lavori pubblici alla Stazione McMurdo nel 1964.